# Legitimació
S'entén per legitimació (del llatí legitimatio, adaptada al català al segle xv) el procés que atorga legitimitat a quelcom, especialment en un sentit polític. En el camp de les ciències socials fa referència a les circumstàncies mitjançant les quals un acte, procés o una ideologia esdevenen legítims a causa del lligam que s'estableix amb les normes, valors o lleis d'una societat donada. És el procés que condueix quelcom a ser acceptable i normatiu per a un grup o comunitat. El terme poder legítim defineix el dret a exercir control sobre altres gràcies a l'autoritat atorgada per una organització o rang superior.

## Poder i influència
Per exemple, la legitimació del poder es pot comprendre fent servir les bases tradicionals del poder segons Max Weber. En una burocràcia, un grup o individu guanyen l'ús legítim del poder a través de la seva posició, interpretada unànimement com una mostra d'autoritat atorgada per l'especialitat del seu rol. No existeix un dret inherent a exercir el poder. Per exemple, un president pot exercir poder i autoritat perquè el seu estatus ha estat legitimat per la societat com un tot. Un altre exemple possible seria el d'un individu que intentés de convèncer altres persones que determinada cosa és allò "correcte". Per aconseguir el seu propòsit es pot servir d'arguments generalment considerats com a vàlids. Els grups de defensa o pressió han de legitimar les seves accions i decisions basant-se en l'acompliment de normes socials i valors específics. Apel·lar aquestes normes i valors permet aquests grups d'actuar de forma racional i coherent amb l'expectativa que allò que faran a continuació haurà estat legitimitat per les normes i valors que els guien.

## Input i output
El politòleg Campbell Sharman distingeix en un estudi per a l'Institute for Research on Public Policy del Canadà entre dos tipus de legitimació en l'àmbit polític, que anomena respectivament input legitimacy (legitimació d'entrada o d'aportació) i output legitimacy (de sortida, rendiment o producció). El primer faria referència als mecanismes i el funcionament d'una institució, el mode en el qual s'elegeixen els seus participants, els procediments segons els quals les decisions hi tenen lloc i com s'exerceix el poder, és a dir, legitimació a partir de la construcció de les eines per assolir-la. El segon tipus, en canvi, fa referència al procés de legitimació atorgat a través de la valoració que en pot fer la ciutadania o els beneficiaris d'una institució. En paraules del mateix Sharman, "Totes dues formes de legitimació expressen la valoració pública de la validesa d'una institució, si bé la legitimació input és una qüestió dels designis de la institució mentre que la legitimació output s'ha d'aconseguir gràcies al funcionament de la institució."

## Dret de família
La legitimació també té un sentit addicional en dret legal i fa referència a la situació en la qual el pare d'un fill nascut fora del matrimoni esdevé el pare legal de l'infant. Abans de la consecució legal de la legitimació es diu del nen que és il·legítim. Un cop un infant ha estat legitimat, la relació legal entre el pare i ell o ella participa dels mateixos beneficis que haurien tingut els pares en cas d'haver estat casats. El pare esdevé aleshores responsable del manteniment del fill, mentre que ell rep el dret d'heretar del pare.

## Dret canònic
En el vocabulari del dret canònic en el catolicisme romà la legitimació implica retirar la irregularitat canònica de la il·legitimat per als candidats al sacerdoci.

## Halacà
L'halacà, com a terme col·lectiu que reuneix els diferents elements del dret religiós judaic, rep la seva legitimitat per la religió i la comunitat jueva gràcies a la Torà escrita i la Torà Oral.